# Brûlons Voltaire !
Brûlons Voltaire ! est une comédie en un acte d'Eugène Labiche, en collaboration avec Louis Leroy, créée au théâtre du Gymnase à Paris le 7 mars 1874.
Elle a paru aux éditions Dentu.

## Distribution de la création
| Rôle                        | Acteur          |
| --------------------------- | --------------- |
| Marchavant                  | Étienne Pradeau |
| Maxime, son neveu           | Frédéric Achard |
| Lamblin, notaire            | Francès         |
| La baronne                  | Chéri Lesueur   |
| Alice, fille de la baronne  | Mme Legault     |
| Jacquette, femme de chambre | Mme Juliette    |